# Jiří Skalák
Jiří Skalák, né le 12 mars 1992 à Pardubice en Tchécoslovaquie, est un footballeur international tchèque, qui évolue au poste de milieu offensif au Mladá Boleslav.

## Biographie

### Carrière en club
Avec les clubs du Sparta Prague et du FK Mladá Boleslav, Jiří Skalák dispute 13 matchs en Ligue Europa, pour deux buts inscrits.
Le 7 mars 2015, il se met en évidence en marquant un doublé dans le championnat de Tchéquie, lors de la réception de České Budějovice, permettant à son équipe de s'imposer 4-1.
Le 2 août 2018, il rejoint le club anglais de Millwall.
Le 8 février 2021, il retourne au Mladá Boleslav.

### Carrière internationale
Avec les moins de 19 ans, il participe au championnat d'Europe des moins de 19 ans en 2011. Lors de cette compétition organisée en Roumanie, il joue cinq matchs. Il se met en évidence en marquant un but en demi-finale contre la Serbie. La Tchéquie s'incline en finale face à l'Espagne, après prolongation.
Avec les espoirs, il participe au championnat d'Europe espoirs en 2015. Lors de cette compétition organisée dans son pays, il joue trois matchs. Il se met en évidence en délivrant deux passes décisives en phase de poule contre la Serbie. Malgré un bilan honorable d'une victoire, un nul et une défaite, la Tchéquie ne parvient pas à dépasser le premier tour.
Jiří Skalák compte 17 sélections avec l'équipe de Tchéquie entre 2015 et 2018,.
Il est convoqué pour la première fois en équipe de Tchéquie par le sélectionneur national Pavel Vrba, pour un match des éliminatoires de l'Euro 2016 contre le Kazakhstan le 3 septembre 2015. Il commence la rencontre comme titulaire, et sort du terrain à la 46e minute de jeu, en étant remplacé par Milan Škoda. Le match se solde par une victoire 2-1 des Tchèques.
Le 13 octobre 2015, il délivre sa première passe décisive, face aux Pays-Bas. Ce match gagné 2-3 rentre dans le cadre des éliminatoires de l'Euro.
Par la suite, il est retenu afin de participer à la phase finale de l'Euro 2016, organisée en France. Lors de ce tournoi, il ne joue qu'une seule rencontre, face à la Croatie. Avec un bilan d'un nul et deux défaites, la Tchéquie est éliminée dès le premier tour.
Le 15 novembre 2018, il reçoit sa dernière sélection, en amical face à la Pologne (victoire 0-1).

## Palmarès
Tchéquie -19 ans
- Finaliste du championnat d'Europe des moins de 19 ans en 2011

 Sparta Prague
- Champion de Tchéquie en 2014
- Vice-champion de Tchéquie en 2013

 Brighton & Hove Albion
- Vice-champion d'Angleterre de D2 en 2017